# Jianshi
Jianshi (en chino, 建始; pinyin, Jiànshǐ; Wade-Giles, chien shih) es un condado bajo la administración directa de la Prefectura Enshi en la Provincia de Hubei, República Popular China.  Su área es de 2664 km² y su población total para 2017 superó los 400 mil habitantes..

## Administración
El Condado Jianshi se divide en 10 pueblos que se administran en 7 poblados y 3 villas.

## Toponimia
El topónimo Jianshi [/chien-shi/] se compone de los sinogramas Jian (fundar) y Shi (iniciar).  
En el año 265 AD, durante la dinastía Jin Occidental, se estableció Jianshi, una teoría dice que se desprende de la frase; "el comienzo del establecimiento de un condado" (建县伊始 Jiànxiàn yīshǐ).
Otra explicación sugiere que el condado tomó su nombre del arroyo Jianshi (建始溪 ) un rasgo común que los nombres de lugares se deriven de ríos, montañas u otros elementos naturales prominentes en la zona.